# Ptilodexia rufipennis
Ptilodexia rufipennis är en tvåvingeart som först beskrevs av Macquart 1843.  Ptilodexia rufipennis ingår i släktet Ptilodexia och familjen parasitflugor. Inga underarter finns listade i Catalogue of Life.